# Mimeoma nigra
Mimeoma nigra är en skalbaggsart som beskrevs av S. Endrödi 1979. Mimeoma nigra ingår i släktet Mimeoma, och familjen Dynastidae. Inga underarter finns listade.